# Gosposka ulica (Maribor)

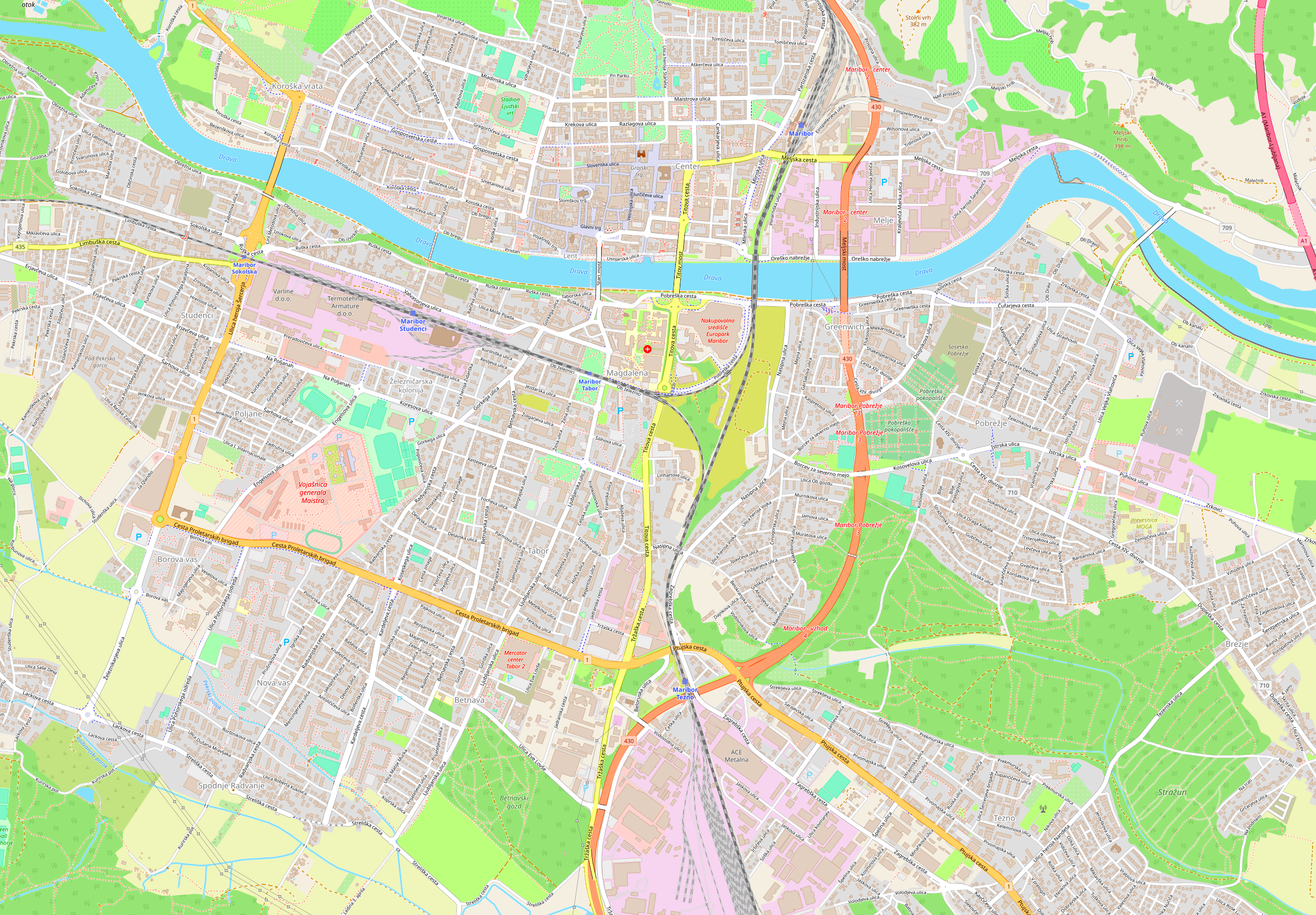

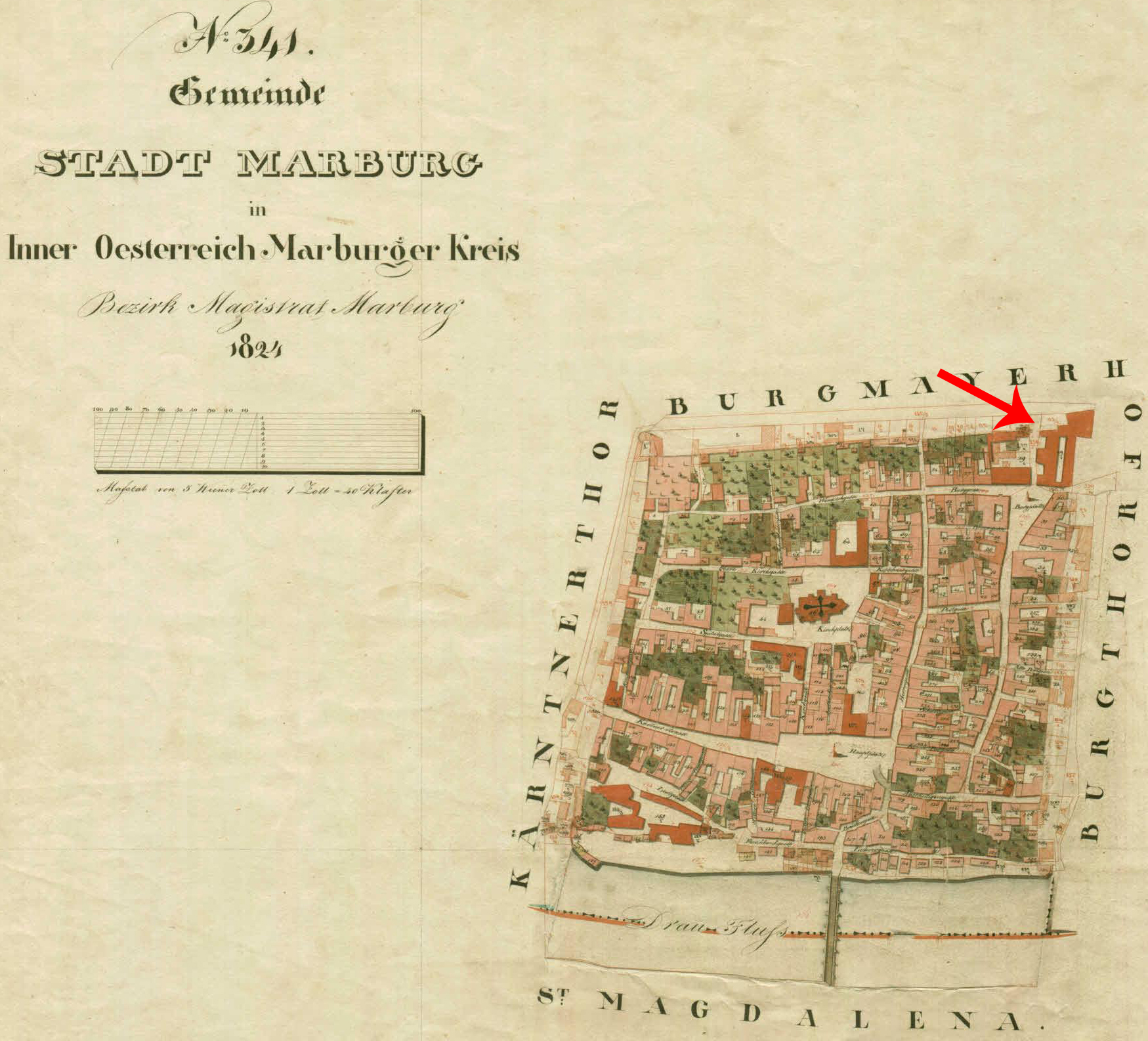
Herrengasse (heutige Gosposka ulica) auf dem Stadtplan Maribor 1824. Gekennzeichnet: die Stadtburg

Gosposka ulica (Herrengasse) ist der Name einer Straße in der Altstadt von Maribor, Slowenien.

## Geschichte
Die Straße ist bereits 1488 als Herrengasse bekannt. Sie trug diesen Namen bis 1919 und während der deutschen Besatzung von 1941 bis 1945.  1919 und erneut 1945 erfolgte die Umbenennung in die slowenische Übersetzung von Herrengasse: Gosposka ulica.

## Lage
Die Straße ist die Verlängerung der Tyrševa ulica ab deren Kreuzung mit der Slovenska ulica. Sie verläuft nach Süden bis zur Einmündung in den Glavni trg (Hauptplatz).

## Abzweigende Straßen
Die Gosposka ulica berührt folgende Straßen und Orte (von Nord nach Süd): Volkmerjev prehod, Ulica 10. oktobra, Jurčičeva ulica, Tkalski prehod.